# Бушлині
Бушлині (Tigrisomatinae) — підродина пеліканоподібних птахів родини чаплевих (Ardeidae). Включає 6 видів у чотирьох родах.

## Роди
- Широкодзьобий квак (Cochlearius) — 1 вид
- Бушля (Tigrisoma) — 3 види
- Смугаста бушля (Tigriornis) — 1 вид
- Лісова бушля (Zonerodius) — 1 вид
- Taphophoyx — викопний, пізній міоцен Флориди.